# George White (gouverneur)
Pour les articles homonymes, voir George White et White.
George White, né le 6 juillet 1835 à Portstewart et mort le 24 juin 1912 à Londres, est un homme politique et militaire britannique qui fut gouverneur de Gibraltar de mai 1900 à août 1905.